# 418

## Decese
- 28 decembrie: Papa Zosim  (n. ?)
- dată necunoscută: Orosius  (n. 385)